# 王德舆
王德舆（1895年5月30日—1974年9月8日），原名王良信，字立人，江西省奉新县人，中国工商界人士，银行家。江西省政协原副主席。第二、三、四届全国政协委员。

## 生平
清光绪二十一年（1895年）生于江西省奉新县干洲镇洪川七亩村。其祖父王运初和父亲王元芳均从事商业。母亲闵氏，靖安香田人。一家有兄弟姐妹9人，王良信排行第三。幼时读过五年私塾，16岁时离家到南昌恒谦钱庄当学徒，满徒后在钱庄当职员，曾任副经理。1926年集资创办义盛和钱庄，但由于北洋军阀统治下的江西银行滥发纸币，同时北伐军进军江西，银行倒闭，伪币化为废纸，义盛和钱庄停业。
1933年改组经营不善的源源钱盐号。1936年被推选为南昌盐业公会执行委员，并接任经理职务，将源源钱盐号改组为江西源源长银行，任董事长兼总经理。1941年筹建新牲纱厂，历任董事长、经理。1945年4月当选为国民参政会参政员。1946年当选为江西全省商会联合会理事长。
1949年中华人民共和国成立后，曾任南昌市工商业联合会筹备委员会主任委员，江西省工商业联合会筹备委员会主任委员，中华全国工商业联合会执行委员，江西省各界人民代表会议协商委员会常务委员（1950年9月－1954年8月），中国人民政治协商会议江西省委员会第一、二、三届副主席（1954年8月－1966年）。1952年12月加入中国民主建国会。曾任中国民主建国会中央委员会委员、江西省委员会副主任委员。
1974年9月8日在南昌病逝，终年79岁。